# Llicència Apache
La llicència Apache (Apache License o Apache Software License per a versions anteriors a 2.0) és una llicència de programari lliure creada per la Apache Software Foundation (ASF). La llicència Apache (amb versions 1.0, 1.1 i 2.0) requereix la conservació de l'avís de copyright i el disclaimer. Per tant, no és una llicència copyleft, ja que no requereix la redistribució del codi font quan es distribueixen versions modificades.
Tot el programari produït per l'Apache Software Foundation o qualsevol dels seus projectes està desenvolupat sota els termes d'aquesta llicència. A més alguns projectes que no pertany a la ASF també segueixen la llicència Apache: el gener de 2007, més de 1000 projectes a SourceForge, no pertanyents a la ASF, estaven disponibles sota els termes de la Llicència Apache.

## Condicions de la llicència
Com qualsevol altra de les  llicències de programari lliure, la llicència Apache permet a l'usuari del programari plena llibertat d'ús per a qualsevol propòsit, distribuir-lo, modificar-lo, i distribuir versions modificades del programari.
Però la llicència Apache no exigeix que les obres derivades (versions modificades) del programari es distribueixin usant la mateixa llicència, ni tan sols que s'hagin de distribuir com a programari lliure / codi obert. La llicència Apache només exigeix que es mantingui una notícia que informi als receptors que en la distribució s'ha usat codi amb la Llicència Apache. Així, en contrast a les llicències copyleft, els qui reben versions modificades de codi amb llicència Apache no reben necessàriament les mateixes llibertats. O, si es considera la situació des del punt de vista dels llicenciataris de codi amb llicència Apache, reben la llibertat d'utilitzar el codi de la manera que prefereixin, incloent el seu ús en productes de codi tancat.
Els paquets de programari redistribuïts amb aquesta llicència han d'afegir dos arxius al directori principal:
- LICENSE - Una còpia de la llicència
- NOTICE - Un document de text, que inclou els "avisos" obligatoris del programari present en la distribució.

## Exemples de programari llicenciat sota la llicència Apache
- Android, plataforma mòbil lliure de codi obert.
- Servidor HTTP Apache, Servidor Web Apache (última versió 2.2.4)
- Google Web Toolkit, Eines per desenvolupar aplicacions AJAX en Java
- Jakarta Tomcat (última versió 6.0)
- OpenSSL
- Spring Framework, Framework per a la creació d'aplicacions J2EE desenvolupat per SpringSource.
- CodeIgniter